# Лопатинський заказник
Лопа́тинський зака́зник — лісовий заказник загальнодержавного значення в Україні. Розташований у Шептицькому районі Львівської області, між селами Грицеволя і Підмонастирок.
Площа 109 га. Статус присвоєно згідно з Постановою Ради Міністрів УРСР від 02.11.1984 року № 434. Перебуває у віданні ДП «Радехівський лісгосп» (Лопатинське лісництво, кв. 63, вид. 4, 11; кв. 64, вид. 12, 13, 16). 
Лісовий заказник створено з метою збереження і відтворення високопродуктивних еталонних насаджень сосни звичайної з домішкою дуба звичайно, граба і смереки. Окремі сосни мають вік бл. 100 років, сягають 40-метрової висоти зі стовбурами діаметром 50 см. Трав'яний покрив утворює квасениця звичайна з домішкою осоки пальчастої, безщитника жіночого, горлянки повзучої. 
Ґрунти в заказнику дерново-слабопідзолисті глеюваті супіщані, сформовані на воднольодовикових відкладах.
Основні завдання заказника: збереження, відтворення і відновлення унікального для Малого Полісся високопродуктивного еталонного насадження сосни звичайної та вивчення ходу природних процесів лісовідновлення, а також підтримка загального екологічного балансу в регіоні.

## Проблеми охорони природи
Лопатинський заказник регулярно потерпає від незаконних рубок. Протягом трьох років посадовець Радехівського лісгоспу виписував спецквитки, на підставі яких вирубали тисячі дерев рідкісної породи, характерної лише для цього заказника. Сума завданих збитків сягає 22 млн. гривень.